# Gellért-hegy
Le Gellért-hegy ([ˈgɛlleːɾt ˈhɛɟ], littéralement « mont Gellért », en latin : Mons Sancti Gerhardi) est une colline de Budapest.

## Géographie
Le Gellért-hegy est situé dans le 11e arrondissement, à l'extrémité orientale des collines de Buda, au sud des monts du Pilis. Il donne son nom au quartier homonyme.
Emblématique du paysage de la ville, il fait partie intégrante du patrimoine mondial de l'UNESCO. 

## Monuments
Son sommet est coiffé d'une citadelle et d'une statue de la Liberté représentant la libération de la ville en 1945.